# Федотов, Александр Николаевич
Александр Николаевич Федотов (4 ноября 1944 — 17 мая 2021) — советский хоккеист, тренер, хоккейный арбитр всесоюзного и международного уровня, а также спортивный организатор.

## Биография
Родился 4 ноября 1944 года.
В возрасте четырнадцати лет был принят в состав ХК «Полёт»
В 1962 году принят в состав ХК «Торпедо» (Горький), где играл вплоть до 1977 года, после чего завершил игровую карьеру. Провёл 488 матчей и забросил 215 шайб, установив абсолютный рекорд (ведь единицам хоккеистов удавалось забить в ворота свыше двухсот шайб).
В 1970 году был признан лучшим хоккеистом СССР. Был приглашён в состав сборной СССР. В 1972 году стал чемпионом Всемирной зимней универсиады. Отличался быстротой, техникой и хорошо реализовывал голевые моменты. Являлся капитаном команды и лучшим её игроком.
После окончания игровой карьеры занялся судейством. Судил матчи чемпионатов СССР с 1978 по 1988 год, а также чемпионаты мира и Европы в 1982 году.
В середине 1990-х годов занялся тренерской карьерой, тренировал ХК «Мотор» (Заволжье), а также являлся директором СДЮШОР «Торпедо» (НН).